# Кузьмин, Анатолий Николаевич
Анатолий Николаевич Кузьмин (20 октября (2 ноября) 1903, Тверь — 28 октября 1954, Москва) — советский металлург, государственный деятель, министр металлургической промышленности СССР (1949—1950), министр чёрной металлургии СССР (1954).

## Биография
Русский, родился в семье рабочего.
В 1930 году окончил Ленинградский горный институт, получив специальность инженер-металлург.
- С мая 1918 — кладовщик и десятник совхоза в Володарском районе Петроградской губернии.
- С октября 1919 — заведующий клубом и освобождённый член бюро Володарского райкома ВЛКСМ.
- С октября 1921 — студент Ленинградского горного института.
- С апреля 1927 — в Государственном институте проектирования металлургических заводов в Ленинграде: конструктор, заместитель главного инженера по проекту.
- С июня 1931 — на строительстве Нижнетагильского металлургического комбината: старший инженер доменной группы.
- С 1933 — заместитель главного инженера комбината по технологической части.
- С декабря 1935 — начальник проектного отдела Магнитогорского металлургического комбината.
- В феврале-июле 1937 — начальник коксохимического цеха Магнитогорского металлургического комбината.
- С июля 1937 — директор комбината «Запорожсталь».
- С октября 1939 — директор завода «Запорожсталь».
- С октября 1941 — директор завода № 702 в Новосибирске.
- С января 1946 — директор завода «Запорожсталь».
- С июля 1948 — первый заместитель министра металлургической промышленности СССР.
- С июня 1949 — министр металлургической промышленности СССР.
- С января 1951 — первый заместитель министра чёрной металлургии СССР.
- С марта 1953 — первый заместитель министра металлургической промышленности СССР.
- С февраля 1954 — министр чёрной металлургии СССР.

Член КПСС с ноября 1926 года. Депутат Верховного Совета Украинской ССР 2 созыва.
Умер 28 октября 1954, урна с прахом захоронена в Кремлёвской стене на Красной площади в Москве.
В 1958 году возле главной конторы «Днепроспецстали» в Запорожье был установлен памятник Кузьмину работы скульптора Б. Саркисова и архитектора Е. Евстафьева.

## Память
Имя А. Н. Кузьмина присвоено
- Электрометаллургическому заводу «Днепроспецсталь»
- Запорожскому металлургическому техникуму.

Имя А. Н. Кузьмина носит Новосибирский металлургический завод.

## Награды
- 4 ордена Ленина:
  - 18.11.1953 — в связи с 50-летием со дня рождения и отмечая заслуги в области развития металлургической промышленности
- Орден Трудового Красного Знамени
- Орден Трудового Красного Знамени (26 марта 1939)[3]
- Орден «Знак Почёта»